# تيموثي سميث (سياسي)
تيموثي سميث (بالإنجليزية: Timothy Smith)‏ هو سياسي أمريكي، ولد في 17 فبراير 1980 في نورثهامبتون في الولايات المتحدة. حزبياً، نشط في الحزب الديمقراطي.

## وصلات خارجية
- الموقع الرسمي